# Apateon
Genre
Apateon est un genre fossile d'amphibiens temnospondyles de la famille des Branchiosauridae.

## Systématique
Le genre Apateon a été créé en 1844 par le paléontologue allemand Hermann von Meyer (1801-1869).

## Liste d'espèces
Selon BioLib (6 octobre 2022) :
- †Apateon caducus Ammon, 1889
- †Apateon dracyi Boy, 1972
- †Apateon flagrifer Whittard, 1930
- †Apateon gracilis Credner, 1881
- †Apateon intermedius Werneburg, 1996
- †Apateon kontheri Werneburg, 1988
- †Apateon pedestris von Meyer, 1840
- †Apateon umbrosus Fritsch, 1879

## Fossiles
Les fossiles d’Apateon se trouvent dans les strates d'eau douce datant du Permien en Allemagne, il y a environ 295,0 à 290,1 millions d'années).

## Description

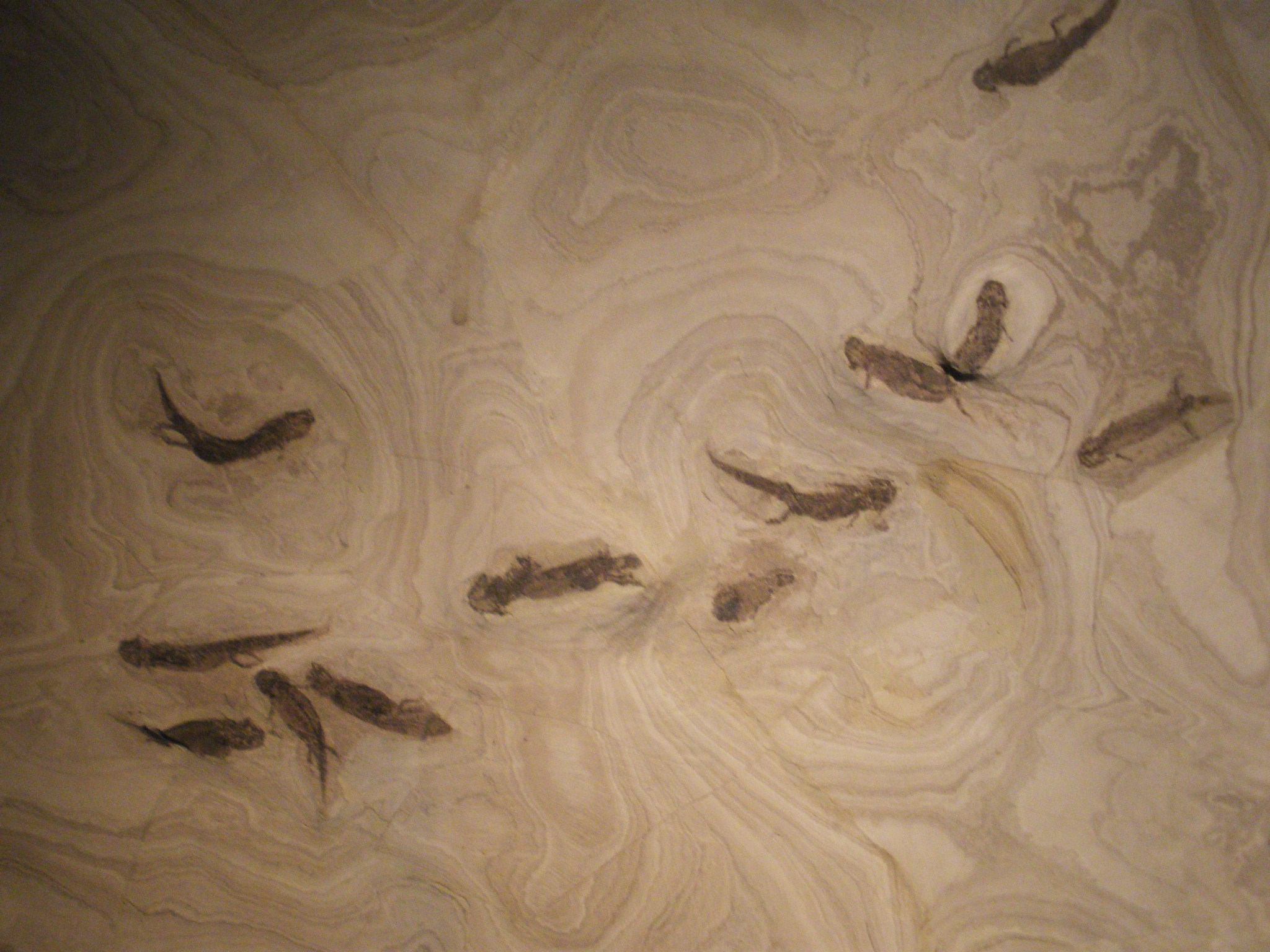
Fossiles d'A. pedestris au Naturmuseum Senckenberg.

Ces amphibiens pouvaient atteindre une longueur de 50 à 120 mm, avec un crâne de 8 à 24 mm. Ils ressemblaient à une salamandre et avaient une queue aplatie latéralement avec une longue nageoire. Le corps était entièrement recouvert d'écailles arrondies. La partie du crâne derrière les yeux était assez courte. Sur les côtés opposés de la tête, il y a trois paires de longues branchies externes en forme de spirale. Ils avaient un squelette faiblement ossifié et un crâne large et court, avec d'énormes trous pour les yeux. Les dents étaient petites et pointues. Les pattes présentaient quatre doigts.

## Aspects biologiques
Les espèces du genre Apateon étaient sexuellement matures à l'état larvaire, avec la rétention par les adultes des traits observés chez les jeunes (néoténie). Ces animaux entièrement aquatiques vivaient dans des lacs et des étangs semi-permanents. Ils se nourrissaient de micro-organismes.